# Ère progressiste

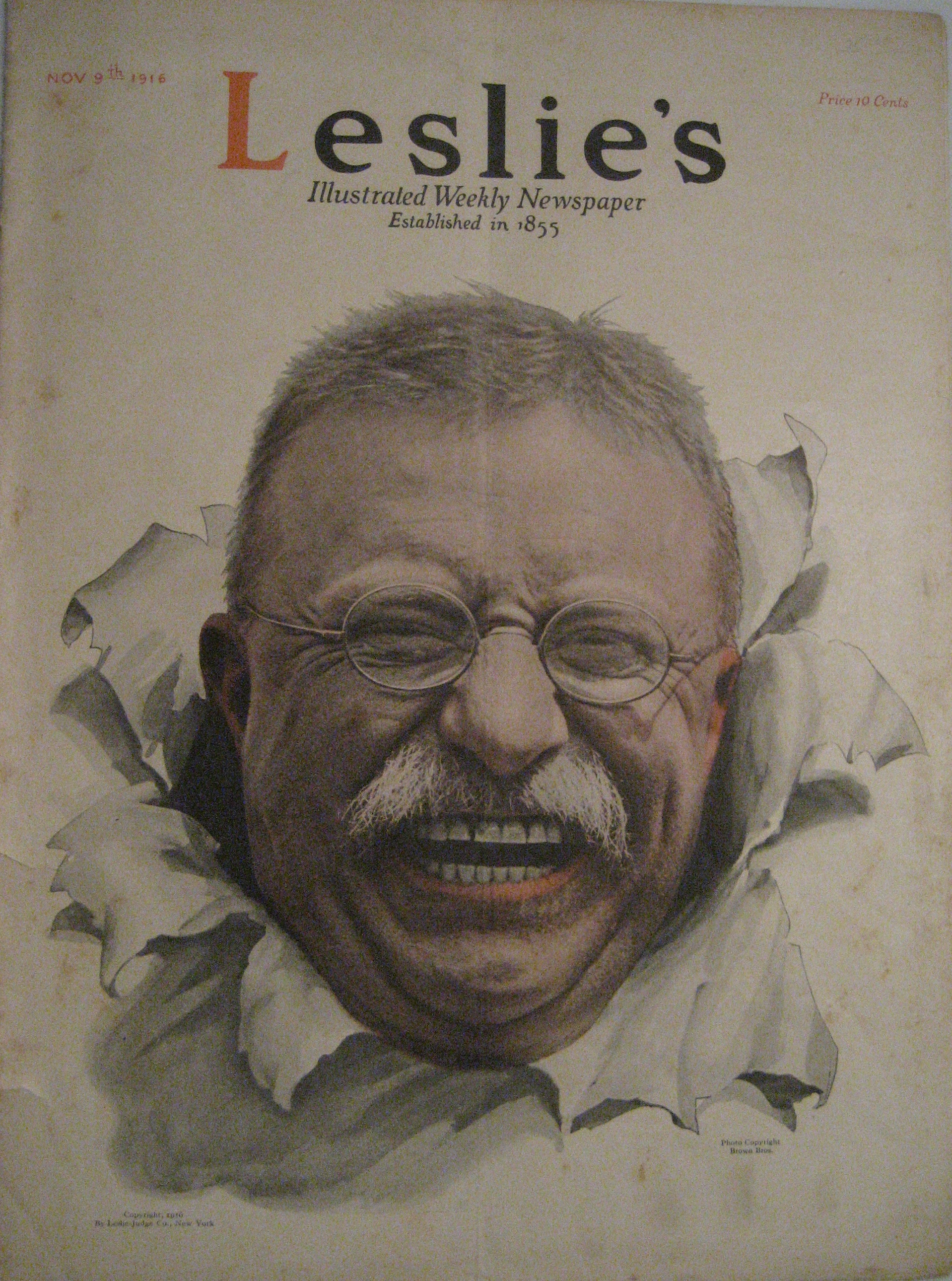
1916 : Theodore Roosevelt, une des figures phares de l’ère progressiste, fait la couverture de Leslie's.

L’ère progressiste (anglais : Progressive Era) est le nom donné à une période de l’histoire des États-Unis qui va des années 1890 aux années 1920, bien qu’elle soit parfois associée de façon plus restrictive aux années de présidence de Theodore Roosevelt (1901-1909). 
C’est une ère en rupture partielle avec le laissez-faire et l’individualisme de la période précédente, marquée par des réformes économiques, politiques, sociales et morales en réponse aux mutations et aux problèmes induits par la révolution industrielle : disparition d'une vie sociale organisée autour de petites communautés, instabilité résultant du développement anarchique de l'industrie, du commerce, des affaires, des grandes villes, de l'agriculture, immigration massive du sud et de l'Est de l’Europe, escalade de la violence des conflits sociaux, bouleversements causés par les progrès techniques. La Cour suprême s'oppose cependant avec constance à toute réglementation de l'économie ou du marché du travail, déclarant anti-constitutionnelles des lois limitant le travail des enfants ou instaurant des salaires minimums : c'est la période dite de l'ère Lochner de la Cour suprême, qui dure jusqu'à la fin des années 1930.
Le mouvement progressiste s’implanta au niveau local avant de progresser au niveau provincial puis national jusqu'à la formation d’un éphémère « parti progressiste » dont le candidat fut Théodore Roosevelt en 1912. Comme leurs opposants, les réformateurs progressistes étaient issus en grande majorité des classes moyennes. Le mouvement de réforme fut aidé par le développement des médias, notamment le journalisme d'enquête, et par celui de la photographie sociale à travers les œuvres de Jacob Riis ou Lewis Wickes Hine. 
Certaines réformes essentielles comme l'obtention du droit de vote des femmes datent de cette époque, mais l’ère de progrès ne bénéficia pas également à tous les habitants des États-Unis, notamment aux minorités, et les réformes n’eurent pas toujours les effets bénéfiques escomptés. Certaines politiques, comme la prohibition, connurent un échec retentissant.

## Contexte

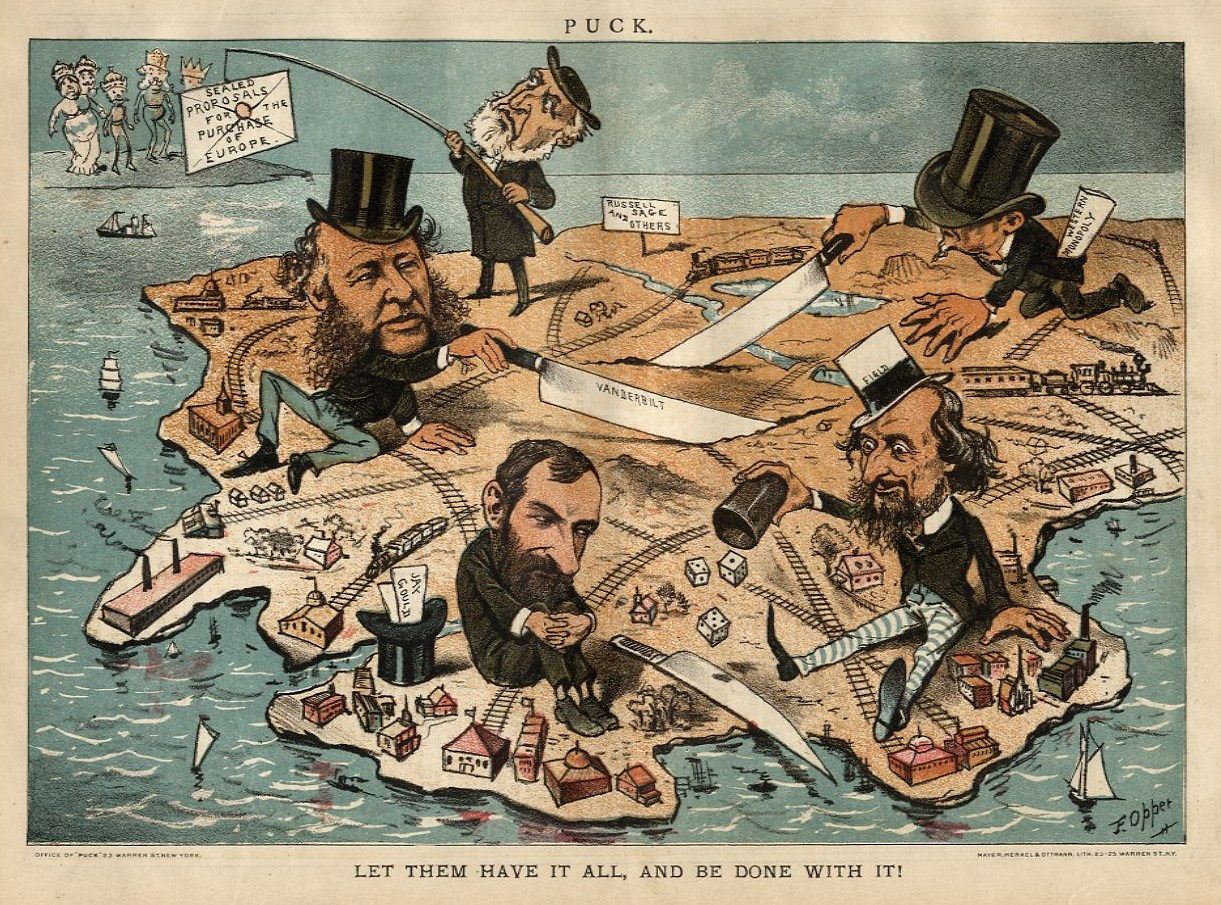
Les millionnaires William Henry Vanderbilt, Jay Gould, Cyrus Field et Russell Sage se partagent le gâteau américain avec leurs monopoles (Puck, vers 1885).

Dans l’histoire des États-Unis, le début de l'ère progressiste coïncide avec la dernière décennie du Gilded Age, « l’âge doré » qui succède à la reconstruction du Sud (1863-1877) et avec les dernières années de la conquête de l'Ouest. En 1890, un recensement note la disparition des zones non colonisées par les Européens, la fin de la  « frontière » dont Frederick Jackson Turner commence à forger le mythe dès 1893.
Cet « âge d’or » avait été celui de la seconde Révolution industrielle caractérisée par le développement de l’industrie minière, du chemin de fer, de l’agriculture extensive, du secteur bancaire et de la spéculation ; c’est l’âge des corporations tentaculaires accaparant les secteurs tels que l’acier, le pétrole, le sucre, le conditionnement de la viande et la fabrication de matériel agricole ; celui de la multiplication des brevets et de l'essor technologique américain, l’ouverture d’instituts de formation d’ingénieurs et de scientifiques. 

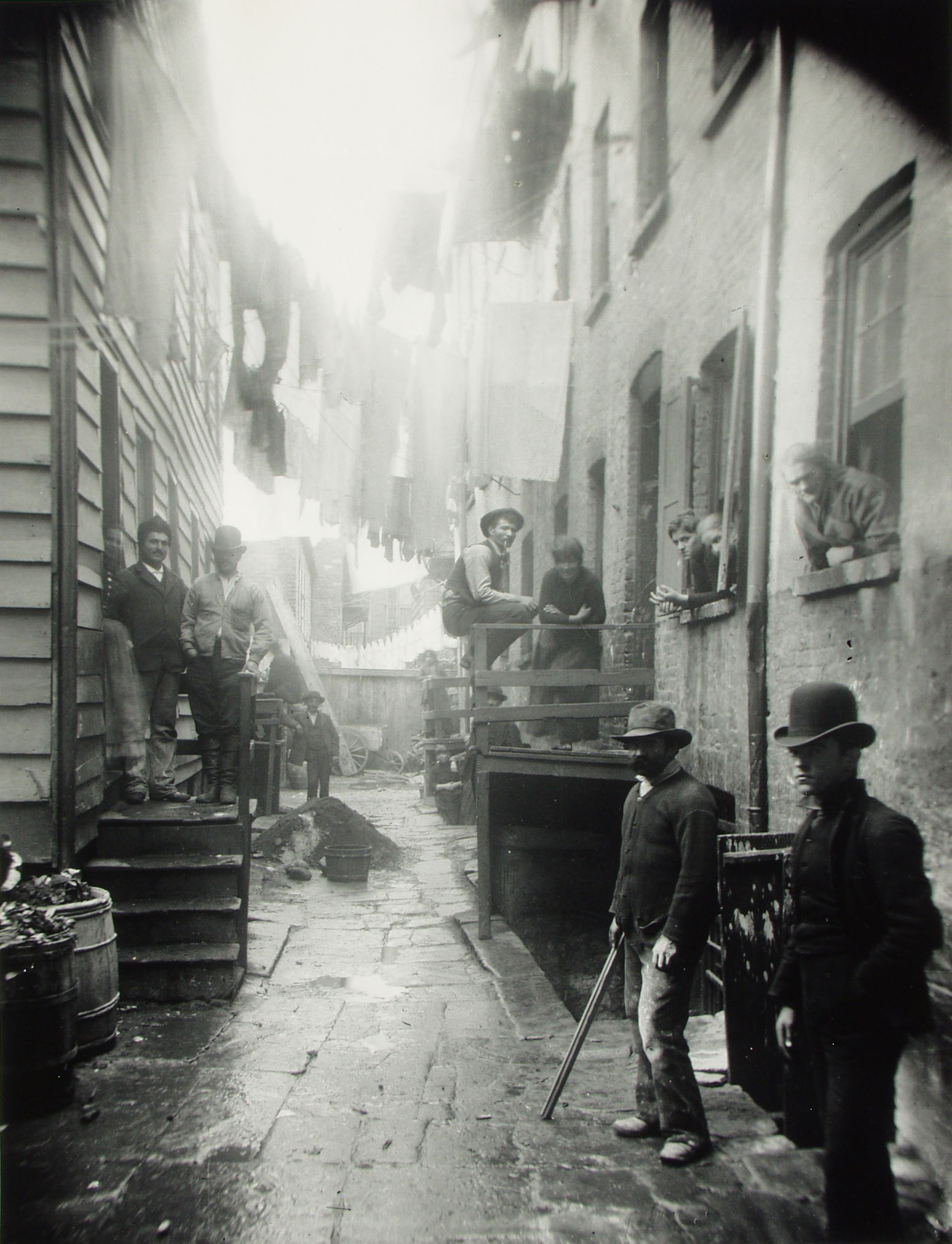
Bandit's Roost (le Nid du Bandit), photographie de Jacob Riis sur la misère urbaine, 1888.

C’est également le début du travail à la chaîne et de la division du travail. Des enfants et des femmes travaillent dans les mines, les usines et les « sweatshops » pour des salaires dérisoires. La population rurale et les nouveaux immigrants viennent s’entasser dans les taudis des grandes villes insalubres, où se développent des tensions sociales. En 1800, 6,1 % seulement de la population américaine vivent dans des villes de plus de 25 000 habitants. En 1890, ils sont 35,1 %. Les États-Unis connaissent les problèmes liés à une urbanisation et une industrialisation mal contrôlées : villes surpeuplées, misère et pollution urbaine, violence, alcoolisme, chômage, crises bancaires, émergence de corporations concentrant le pouvoir économique entre les mains d'un petit nombre, corruption politique à tous les échelons du pouvoir, mauvaise gestion des ressources naturelles, agitation sociale. Les effets de la « Grande Dépression  » et les différentes crises, notamment celle de 1893, détériorent un peu plus l’image des gros industriels et des politiques. La situation des populations afro-américaines, qui s'était légèrement améliorée après la Guerre de Sécession, commence à régresser. 
Ces changements et les problèmes qu'ils suscitent divisent les hommes d’État et les partis. La lutte contre la corruption fait sentir la nécessité d'une réforme de la fonction publique, alors soumise au « système des dépouilles ». Elle divise le parti républicain, certains de ses membres, surnommés les « Mugwumps », allant jusqu'à retirer leur soutien au candidat républicain lors des élections de 1884. Au niveau des grandes villes et des gouvernances provinciales, les « machines politiques » (le clientélisme) font la loi. Dans de nombreuses régions, la collusion entre les grandes corporations et les élus locaux empêche les citoyens de faire valoir leurs droits. Face à ces insuffisances, les citoyens s’organisent. Les travailleurs se regroupent au sein d’un mouvement syndical actif, influencé par les idées de gauche importées d’Europe par les nouveaux immigrants, et s’affrontent aux vigilantes ou aux forces de police lors de mouvements de grève et de protestation ; les revendications des fermiers se cristallisent avec la création du parti populiste ;  les femmes se mobilisent et le début de l'ère de progrès correspond à la fondation  de la General Federation of Women's Clubs et celle de la National American Woman Suffrage Association  en 1890. 
Très tôt des voix s'élèvent pour dénoncer les dégâts causés par la destruction des forêts et la pollution des rivières et pour réclamer du gouvernement une gestion rationnelle du patrimoine naturel. En 1864,  George Perkins Marsh publie Man and Nature; or, Physical Geography as Modified by Human Action. Forest and Stream magazine de chasse, pêche et nature, fondé en 1873 prend des positions en faveur de la protection de l'environnement. Les destructions causées par l'exploitation des mines d'or à l’aide de systèmes hydrauliques puissants envoie des tonnes de débris dans les rivières, provoquant des dommages sérieux aux plantations en aval jusqu'à Sacramento. Elles provoquent des inondations catastrophiques, nécessitant de construire des digues, l’ensablement des estuaires et la réduction des accès portuaires. En 1884 la mobilisation des fermiers et des riverains débouche sur la décision Sawyer qui met fin à l’exploitation hydraulique. Mais les mines utilisent alors un procédé qui emploie du mercure, polluant les rivières. Les mineurs abattent les arbres pour le bois de chauffe et de construction, le chaparral remplace les forêts, favorisant les incendies. L’ouverture du chemin de fer transcontinental a signé la mort des grands troupeaux de bisons. Le surpâturage des troupeaux de bovins contribue à l’érosion des sols. Les populations amérindiennes sont les autres grandes victimes humaines de ce développement.

## Les réformes

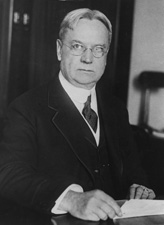
Hiram Johnson, gouverneur de Californie.

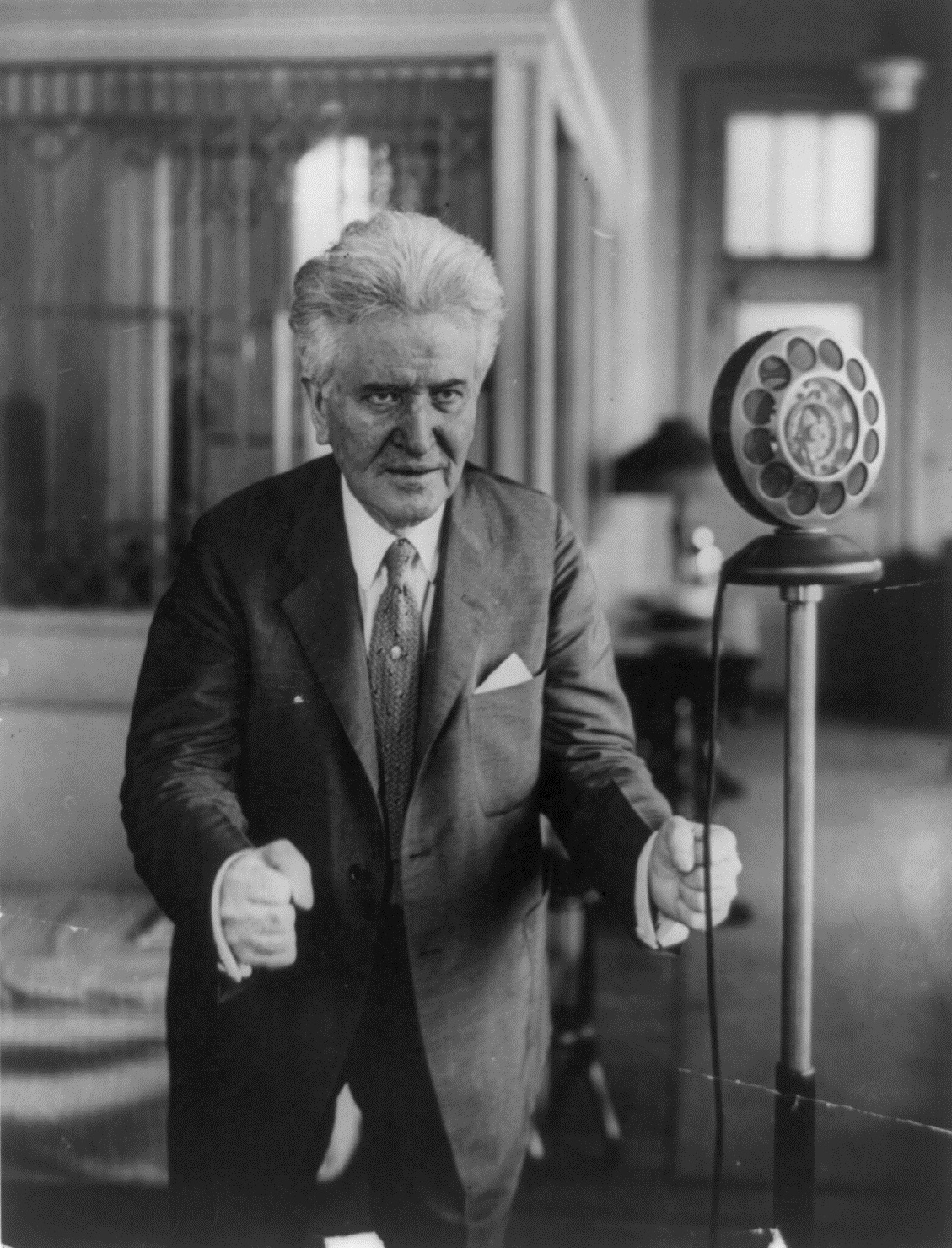
Robert M. La Follette, gouverneur du Wisconsin.

### Les États, «laboratoires» des réformes
C'est dans ce contexte que se développa le mouvement « progressiste » américain. Croyant à la science et au progrès, ses adeptes étaient convaincus qu’il était possible de diagnostiquer les problèmes grâce au développement des connaissances scientifiques et de leur apporter des solutions grâce à celui de la technologie. Ils croyaient aux vertus du savoir désintéressé. Issus en majorité d’un milieu urbain et industriel, ils pensaient que l’homme était capable d’améliorer son environnement et ses conditions de vie, faisaient confiance aux experts et croyaient à l’efficacité de l’intervention gouvernementale. Ils étaient persuadés qu’une des causes de la faillite du système trouvait sa source dans le système de clientélisme politique, les liens entre les milieux d’affaires et les politiciens corrompus, l’opacité du système de gouvernance à tous les échelons et l’incompétence de certains responsables. 
Pour lutter contre la corruption, les progressistes firent pression pour que l’ensemble des citoyens puisse avoir un accès plus direct au pouvoir politique, court-circuitant ainsi le système de clientélisme en vigueur. La Californie, le Wisconsin et l’Oregon furent le fer de lance du mouvement. 
Seize États environ virent se mettre en place un système de primaires qui retirait aux cliques politiques la possibilité d’imposer leur candidat ou celui d’un groupe de pression. De nombreuses municipalités se dotèrent d’un service de références pour pouvoir étudier les budgets et les cadres administratifs des gouvernances locales. Le gouverneur de l’Illinois, Frank Lowden, entreprit une réforme importante de l’administration de l’état. 
Dans le Wisconsin, bastion de Robert M. La Follette, l’université de l’État devint un réservoir d’idées et de savoir-faire dans le cadre d’une philosophie baptisée la Wisconsin Idea. 
Dans les années 1890, la « Ligue pour la Législation Directe du New Jersey » (issue de l’éphémère « Ligue pour le Pouvoir Populaire » la People's Power League) avait fait campagne mais sans succès pour que l'état adopte l'initiative populaire et le référendum. Le mouvement s’étendit à d’autres états, Orégon, Dakota du Sud et Kansas (1894), Michigan, Nebraska, Colorado, Washington (1895). En 1896, la dynamique du mouvement permit la création d'une Ligue Nationale pour la Législation Directe (Saint-Louis, 21 juillet 1896). Les délégués provinciaux appartenaient à des sensibilités politiques diverses ; on trouvait des populistes, des socialistes, des journalistes engagés, des syndicalistes, et le progressiste William S. U'Ren, très influencé par l’ouvrage de James William Sullivan, publié en 1893, Législation directe grâce à l'initiative populaire et au référendum. En 1898, U'ren fonda la « Ligue de l’Orégon pour la législation directe. » L’organisation prit la tête du mouvement réformiste orégonais, réclamant le droit à l'initiative populaire et au référendum, procédures qui donnaient aux citoyens de l'état un pouvoir législatif direct. En 1902, l’assemblée législative orégonaise adopta ces propositions, qui, traduites dans les faits, furent baptisée le « Système orégonais » (The Oregon System).  
L’organisation n’en resta pas là : elle lança plusieurs initiatives populaires couronnées de succès qui débouchèrent sur la mise en place d’un système d’élections primaires en 1904, et d’une procédure référendaire de destitution (Recall election) en 1908,,.
L’Oregon System, armé entre autres nouveaux instruments démocratiques d’une « loi contre les pratiques corrompues », le Corrupt Practices Act, du référendum populaire et d’un livret de vote gratuitement distribué aux électeurs, fit des émules dans les autres états du nord-ouest et du midwest.
Le gouverneur de Californie, Hiram Johnson, fit adopter l’initiative populaire, le référendum et la procédure référendaire de destitution (Recall election), pour stimuler la participation des citoyens et contrebalancer le pouvoir historique des grandes corporations au sein des assemblées des représentants des états.

### Rôle du journalisme d’enquête

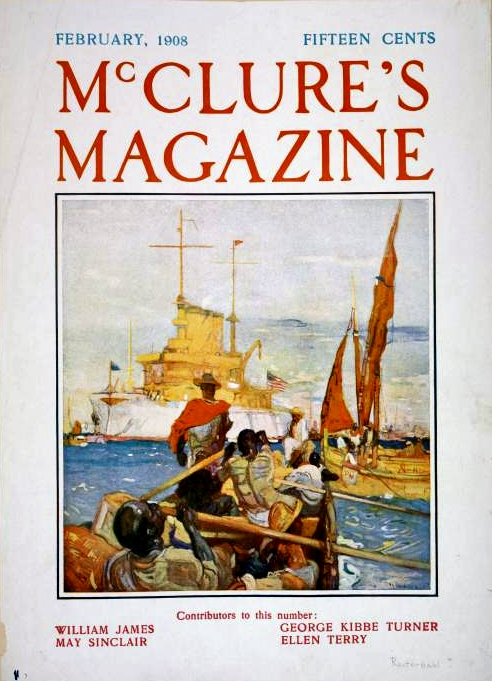
McClure's Magazine, février 1908.

Le Journalisme d'enquête ou  « journalisme d’investigation » joua un rôle important dans le mouvement progressiste et le succès grandissant des magazines bon marché dans les années 1890 comme McClure's Magazine ou Collier's Weekly permit aux journalistes de disposer d’une puissante arme médiatique. Ces journalistes, les « Muckrakers », dénonçaient la gabegie, la corruption et les scandales à travers la presse écrite nationale, espérant susciter un mouvement d’opinion qui pousserait aux réformes. En 1890, l’écrivain et photographe Jacob Riis publia un reportage intitulé How the Other Half Lives (Comment vit l'autre moitié), qui détaillait les conditions misérables dans les taudis et les immeubles de rapport de New York, critiquant notamment leur surpopulation, la promiscuité, l’absence de lumière et la mauvaise ventilation. En 1903 paraissait un article de Ray Stannard Baker (1870–1946), The Right to Work (McClure's magazine) qui dénonçait les conditions de travail dans la mine, enquêtait sur une grève des mineurs alors en cours et sur la situation des non-grévistes (les « jaunes »). En 1904, Joseph Lincoln Steffens (1866 – 1936) publiait The Shame of the Cities (La Honte des villes) collection d’articles qui dénonçaient la corruption au sein des gouvernances locales. La même année paraissait The History of the Standard Oil Company, d’Ida Minerva Tarbell (1857 – 1944), dénonçant les monopoles de la Standard Oil Company de John D. Rockefeller tandis que Ray Stannard Baker enquêta sur ceux de la United States Steel Corporation, dévoilant les abus qui allaient inciter Theodore Roosevelt à durcir la réglementation antitrust.

### Le rôle des associations féminines
Certains historiens américains ont beaucoup réévalué depuis vingt ans[Quand ?]  le rôle des femmes dans l'élaboration de la législation sociale de l'ère progressiste. Des associations de masse et qui sont présentes dans tous les états américains ont milité sur la réduction du temps de travail, l'interdiction du travail des enfants, le renforcement de l'éducation publique.. C'est le cas notamment de la Fédération Générale des Clubs de Femmes ou du Congrès national des Mères.
De façon encore plus radicale, c'est Emma Goldman qui créa le magazine anarcho-féministe Mother Earth de 1906 à 1917.

### Réformes nationales

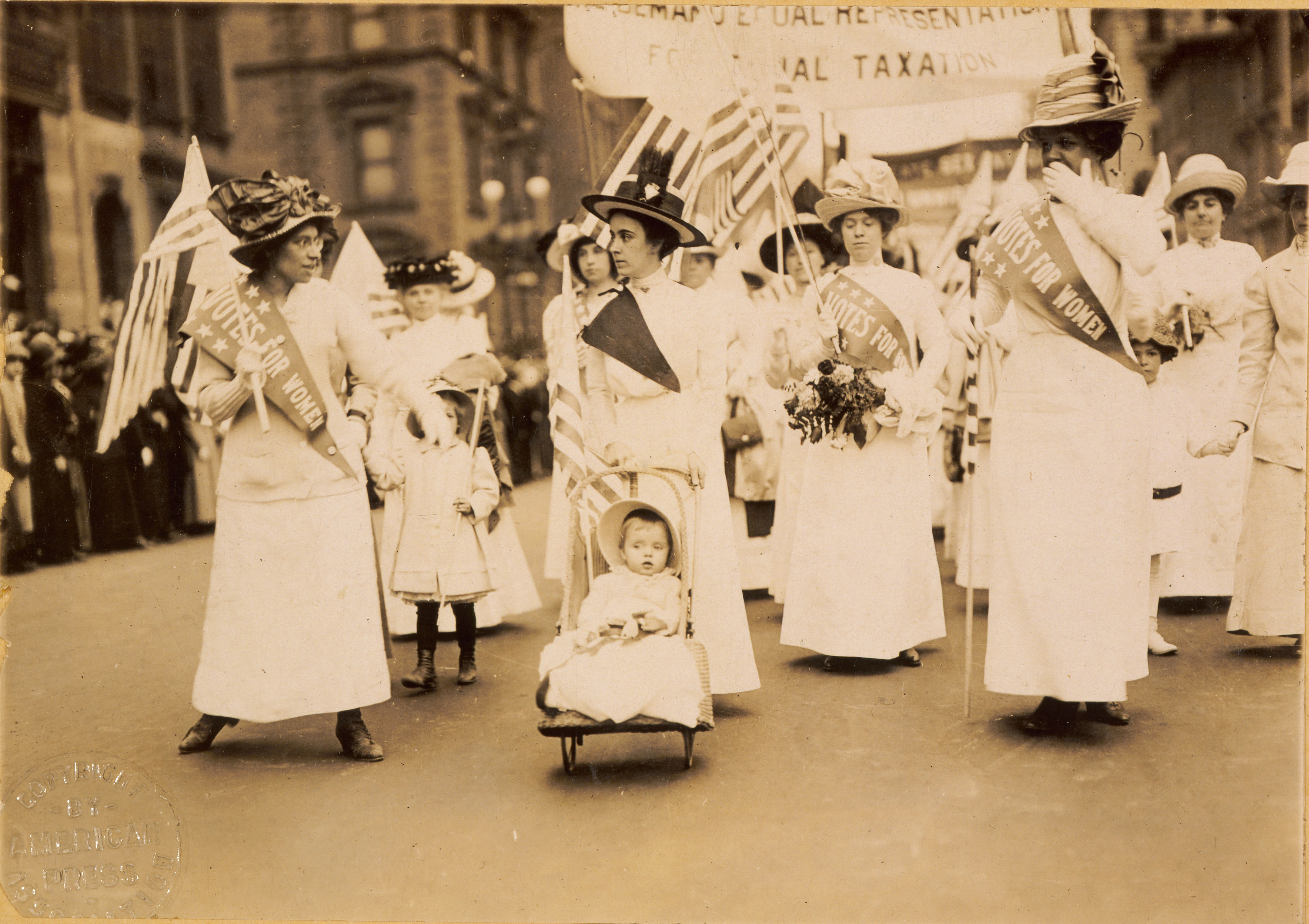
1912 : manifestation pour le droit de vote des femmes, New York, 6 mai.

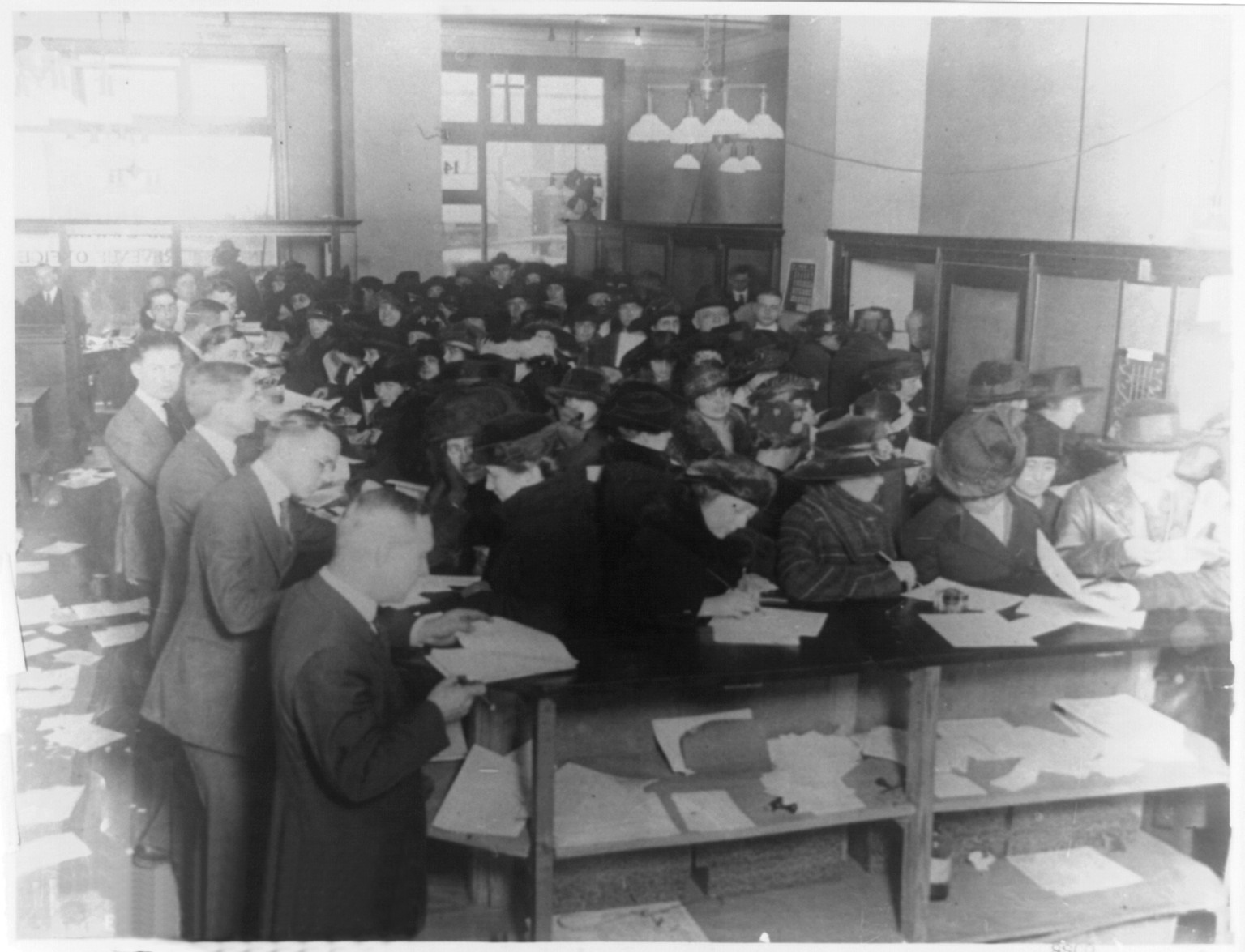
1920 : « Personne n'y coupe. » « À quoi ? » « Aux impôts, pardi ! ».

Parmi les changements importants qui affectèrent l’ensemble de la nation figurent l’impôt sur le revenu (1913, seizième amendement de la Constitution des États-Unis), l’élection des sénateurs au suffrage direct (1913, dix-septième amendement), la prohibition (1919, dix-huitième amendement) et enfin, non sans difficultés, le droit de vote des femmes avec le dix-neuvième amendement en 1920.

### Préservation du patrimoine naturel
Sous la présidence du progressiste  Théodore Roosevelt (1901 – 1909) débutèrent les premiers programmes de préservation du patrimoine naturel financés par des capitaux publics avec la création de parcs nationaux et de réserves naturelles. Le 14 mars 1903, Roosevelt créa la première réserve naturelle ornithologique sur Pelican Island en Floride. Dès 1909, plus de 170 000 km² de forêts, 53 réserves naturelles et 18 zones d’intérêt particulier, notamment le Grand Canyon du Colorado, avaient été ainsi placés sous la tutelle des pouvoirs publics. De plus, Roosevelt ratifia le Newlands Reclamation Act de 1902, qui fournissait une aide financière à l’irrigation dans seize états de l’ouest. L’ Antiquities Act de 1906 fit entrer de nouvelles zones sous la protection des autorités. La commission des voies de navigation continentales, l’ Inland Waterways Commission, vit le jour en 1907 avec pour mission de contrôler les voies fluviales et les canaux américains.

## L’impérialisme progressiste
L’ère progressiste reste marquée par un tournant de la politique étrangère des États-Unis. En 1885, Grover Cleveland déclarait dans son discours d’inauguration qu’il s’opposerait à l’acquisition de nouveaux territoires. En 1898 un courant idéologique, confiant dans le modèle de développement américain et dans la suprématie d’une « race » forgée dans l'environnement sélectif de la frontière, voit au contraire dans l’interventionnisme la suite naturelle de l’histoire. Mais l'interventionnisme se limitera dès lors à des mises sous tutelle. La dernière annexion territoriale des États-Unis est en effet celle d'Hawaï, annexé en 1898 en tant que territoire de Hawaii, à la suite de l'intervention militaire de 1893. 
Pendant la Guerre hispano-américaine de 1898, les États-Unis interviennent à Cuba (occupation de 1898 à 1902, puis de 1905 à 1909). Ils soutiennent les indépendantistes panaméens et en 1903, la souveraineté des États-Unis sur le canal de Panama (commencé en 1881 et inauguré en 1914), est assurée par un accord à perpétuité. Ils interviennent en force à Manille, puis investissent les Philippines rachetées aux Espagnols (Traité de Paris (1898)). William McKinley voit dans cette occupation le devoir de l’Amérique, qui, venant de sauver les Philippines du joug espagnol, ne peut prendre le risque de les voir tomber aux mains de l’Allemagne ou du Japon, ni les laisser sombrer dans l’anarchie inévitable qui résulterait, selon lui apparemment, d’un gouvernement indigène.
Membre du parti républicain, défenseur de l’impérialisme et opposant à la Société des Nations, le sénateur Henry Cabot Lodge déclarait en 1919 : « Les États-Unis sont le meilleur espoir de la planète, mais si vous les embourbez dans les intérêts et les querelles d’autres nations, si vous les empêtrez dans les intrigues européennes, vous anéantirez leur pouvoir de faire le bien en menaçant leur existence même. Laissez l’Amérique avancer librement dans les siècles à venir comme elle l’a fait dans les années passées. Puissante, généreuse et sûre d’elle-même, elle a noblement servi l’humanité. Attention à la façon dont vous allez jouer avec votre merveilleux héritage, ce grand pays d’ordre et de liberté. Car si nous trébuchons, si nous tombons, ce sont la liberté et la civilisation de la planète tout entière qui s’effondreront avec nous ».

## Les limites
Dominée par une classe politique qui confondait parfois ses intérêts, ses rêves et ses aspirations avec ceux d’une nation dont elle méconnaissait la diversité, l’ère progressiste a fait l’objet de bilans mitigés.  

### Les «ratés» de l'ère progressiste

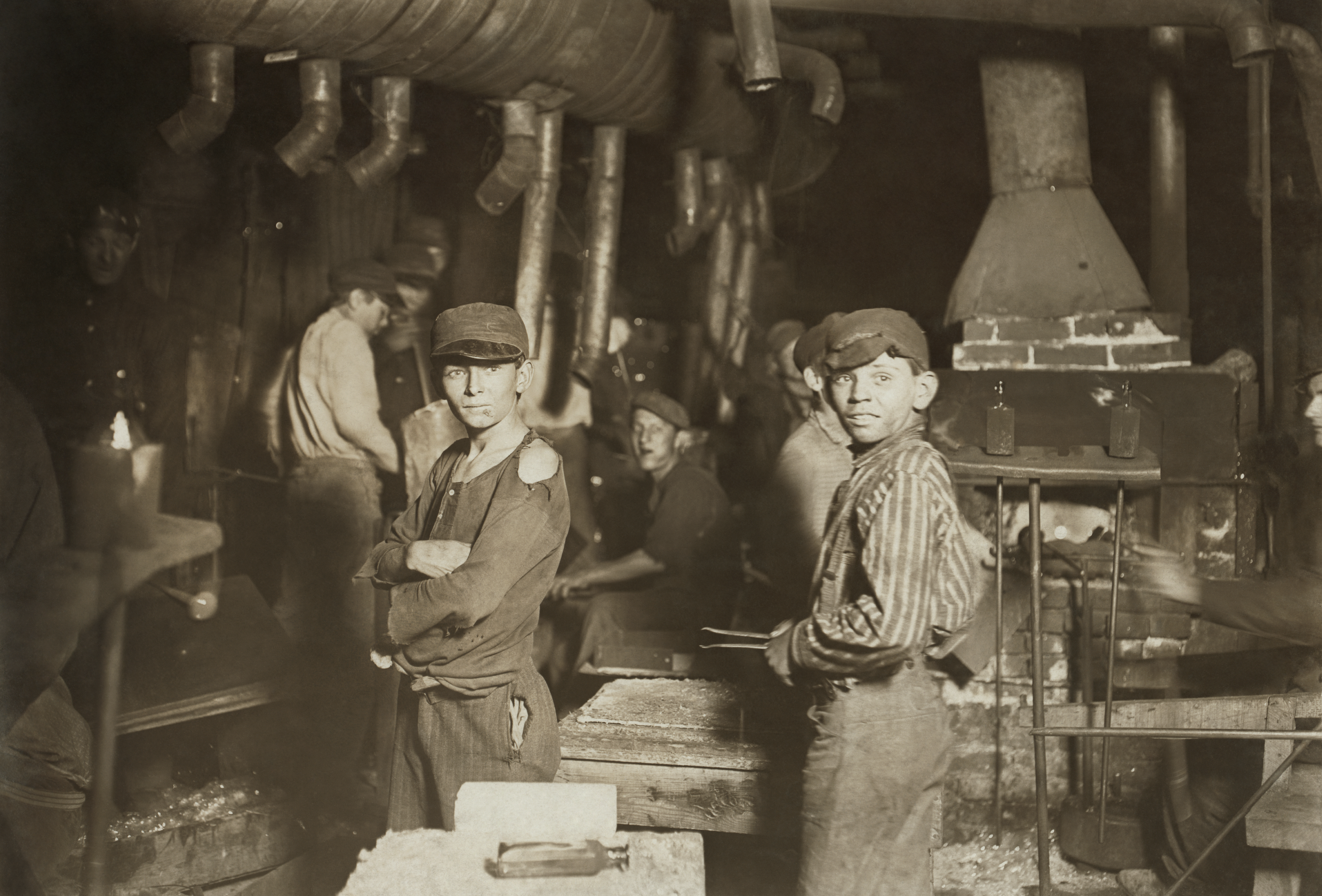
« Minuit dans l'usine de fabrication de verre », Lewis Hine, 1908.

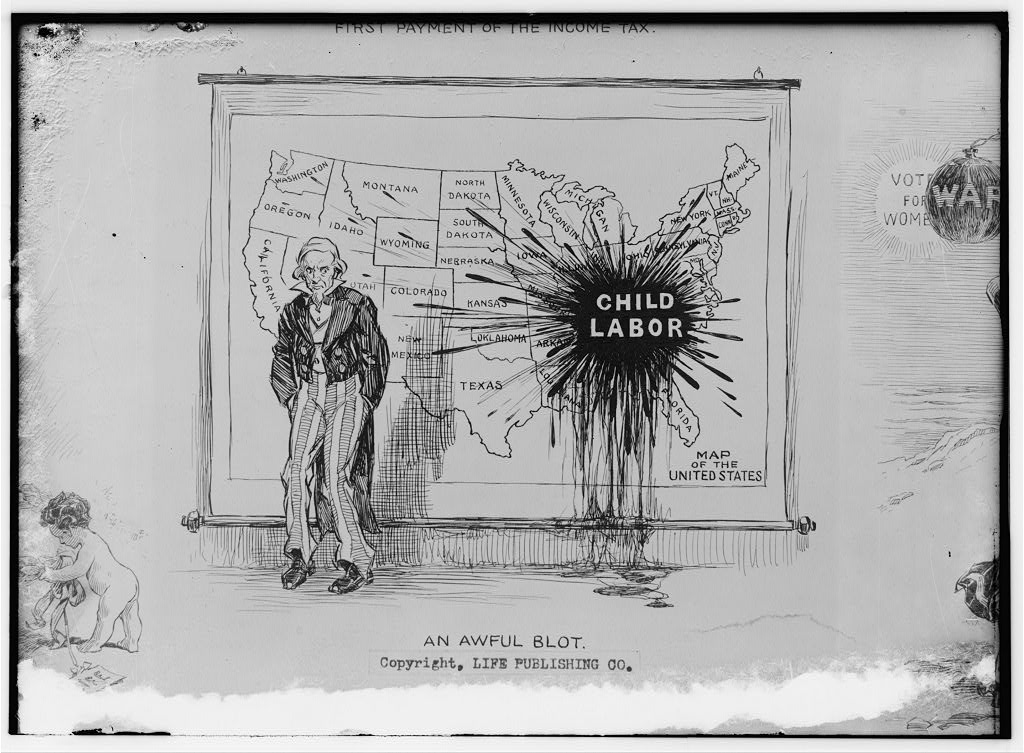
Une horrible tache : le travail des enfants, caricature des années 1910.

#### Le travail des enfants
Dans le domaine de la protection sociale, le National Child Labour Committee, créé en 1904 avait eu pour mission de lutter contre le travail des enfants, tâche ardue en raison de la mauvaise volonté des employeurs mais aussi celle des parents qui ne souhaitaient pas voir disparaître une source de revenus. Lewis Wickes Hine sillonna le pays pour le compte du N. C. L. C., photographiant des dizaines d’enfants, parfois à peine âgés de cinq ans, employés dans les mines, dans les usines ou dans des ateliers familiaux. S’attaquant indirectement au problème, la loi Keating-Owen sur le travail des enfants (Keating-Owen Child labour Act) de 1916 interdit le transport inter-état de produits fabriqués en ayant recours au travail des enfants. Difficile à appliquer et contestée, elle fut révoquée par la Cour suprême, en pleine ère Lochner, en 1918. Les États introduisirent plus tard une législation rendant l'école obligatoire, ce qui diminua le travail des enfants.

#### La législation directe
La législation directe montra elle aussi rapidement ses limites et le lobbying continua de plus belle. En 1995, Francis Hamon remarquait : « Comme le montre l'exemple américain, les groupes de pression les plus riches sont donc en mesure d'influencer la législation directe autant (et peut-être même plus) que la législation parlementaire. »

#### Réserves naturelles
Les politiques de préservation de la nature manquaient souvent de perspective. Ainsi les autorités, qui avaient autorisé la destruction des loups et des chiens de prairie dans le parc de Yellowstone en 1914 firent-elles machine arrière en 1935. Le loup fut réintroduit dans le parc à la fin des années 1980 lorsque fut mieux compris le rôle de ce prédateur dans l'élimination des bêtes blessées et malades au sein des troupeaux de ruminants.

#### La prohibition
Un des échecs les plus immédiats et les plus spectaculaires fut celui de la prohibition de l'alcool. En 1905, trois États américains avaient déjà interdit l'alcool et, en 1912, le nombre de ces États passa à neuf puis, en 1916, la prohibition faisait partie de la législation de 26 des 48 États constituant les États-Unis.

### Les oubliés
L’ère progressiste coïncida avec une régression pour les Afro-américains et une confusion pour les Amérindiens. Les Asiatiques, notamment en Californie, furent en butte à des lois discriminatoires freinant leur développement. Le courant progressiste, convaincu de la supériorité de la civilisation occidentale en raison même de sa fascination pour la culture et le progrès technique, méconnut les problèmes qui ne concernaient pas directement les Blancs. Pire, la promotion du darwinisme social et de l'eugénisme et la prohibition nuisirent à la marginalité sociale.

#### Les citoyens Afro-américains pendant l'ère progressiste

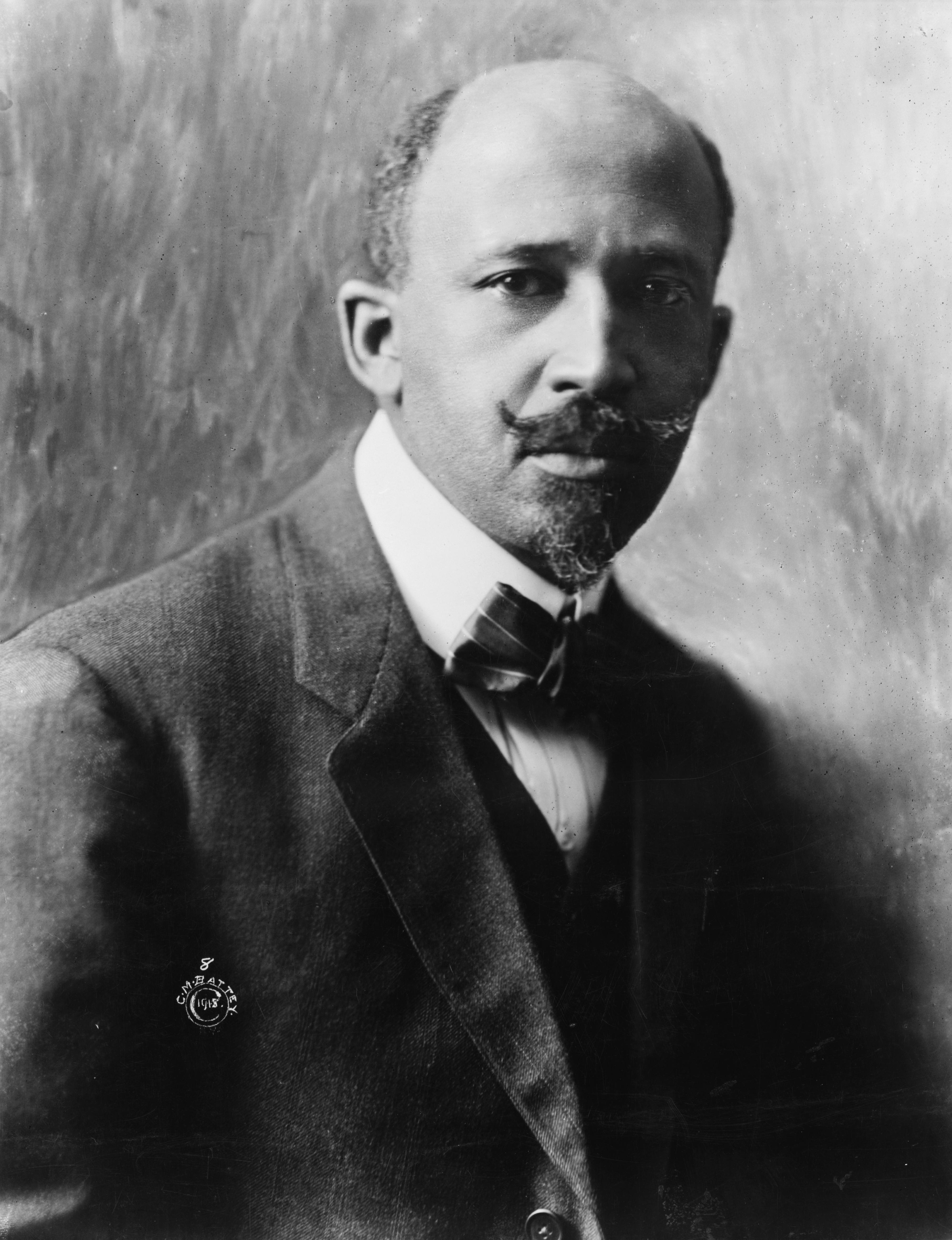
DuBois, un des instigateurs de la NAACP.

« Le déclin des droits civiques des Afro-Américains coïncide avec une des périodes de réforme les plus dynamiques de l’histoire du pays. » Si les historiens modernes considèrent que les réformes engagées ont surtout favorisé la majorité blanche, tandis que se détériorait la situation politique et sociale des Afro-Américains, ils notent cependant que ces derniers n’ont pas été absents des combats menés pour les réformes et qu'une partie de la communauté noire s’est mobilisée de la même façon que le reste de l’Amérique pour promouvoir des changements. La NAACP, Société nationale pour le progrès des personnes de couleur, créée entre autres par William E. B. Du Bois, vit d'ailleurs le jour pendant cette période, en 1909, ainsi que, l'année suivante, le magazine militant The Crisis.
Le XIIIe amendement de la Constitution des États-Unis avait apporté l’espoir aux citoyens afro-américains de voir leur situation s’améliorer. Durant la période de Reconstruction, le parti républicain avait accueilli des militants politiques du sud et dans la décennie 1870-1880, deux sénateurs et quatorze représentants afro-américains, tous républicains, siégèrent au congrès. Mais très vite, les Afro-Américains durent déchanter. Découragés par les difficultés qu'ils rencontraient, certains ne se représentèrent pas. D’autres ne purent se faire réélire et dans la décennie suivante, 1880-1890, il n'y eut que sept élus afro-américains au Congrès, puis cinq lors de la décennie suivante. Entre 1910 et 1928, les Afro-Américains n’eurent plus aucun représentant. 
Les politiciens blancs du sud adoptèrent toute une série de mesures pour limiter le droit de vote des Noirs ; de nombreuses municipalités instaurèrent par exemple la poll tax, un impôt par tête élevé dont les plus pauvres ne pouvaient s’acquitter, perdant ainsi leur droit de vote. Les literacy tests, tests mesurant le degré d’alphabétisation des électeurs potentiels, écarta des urnes tous les illettrés, sauf les Blancs pour lesquels on élabora des clauses spécifiques d’exemption. Dès 1876, les Lois Jim Crow légalisèrent la ségrégation dans les anciens États serviles, interdisant par exemple l'accès aux bibliothèques dans des secteurs où il fallut attendre parfois des années avant que des services équivalents soient ouverts aux Afro-Américains. En réponse à cette situation de fait, Booker T. Washington adopta une philosophie du développement dite « séparés mais égaux » qui remporta l'adhésion de la majorité blanche mais divisa les intellectuels afro-américains.
Les Noirs du sud réfugiés dans le nord se heurtèrent au racisme des nouveaux immigrés qui voyaient en eux une main d’œuvre docile, susceptible de servir aux employeurs pour briser les grèves et affaiblir le mouvement syndical. Avec l’alibi du progrès scientifique, les théories eugénistes firent leur chemin et avec elles les théories sur les « races inférieures » alimentèrent les préjugés des Américains originaires du nord de l’Europe (notamment le darwinisme social). La Naissance d'une nation (The Birth of A Nation) de D. W. Griffith, sorti le 8 février 1915, fut condamné pour son point de vue raciste et son apologie du Ku Klux Klan, mais sa popularité contribua à la renaissance de ce mouvement alors disparu. Dans Lynching in America, Christopher Waldrep s’étonne du silence des journalistes d'investigation sur les lynchages dans le sud.

#### Les populations amérindiennes

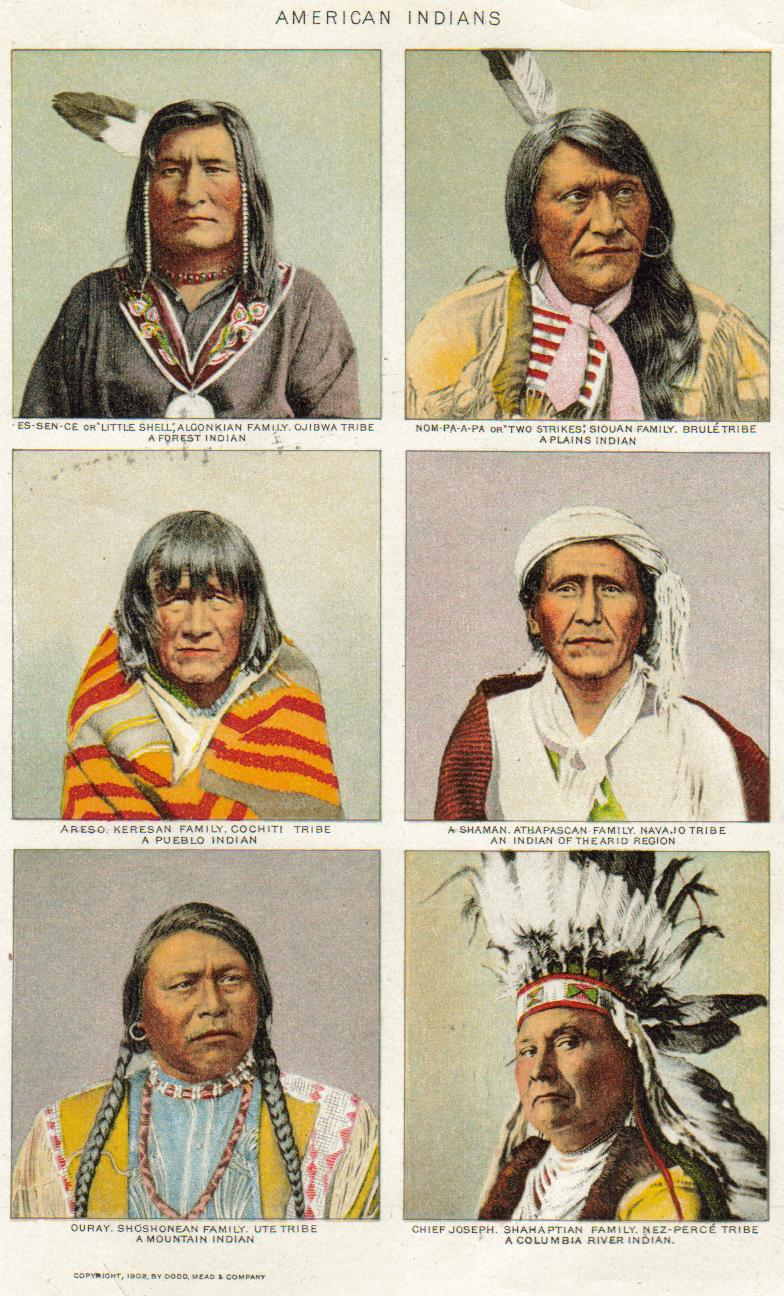
1904, New International Encyclopedia.

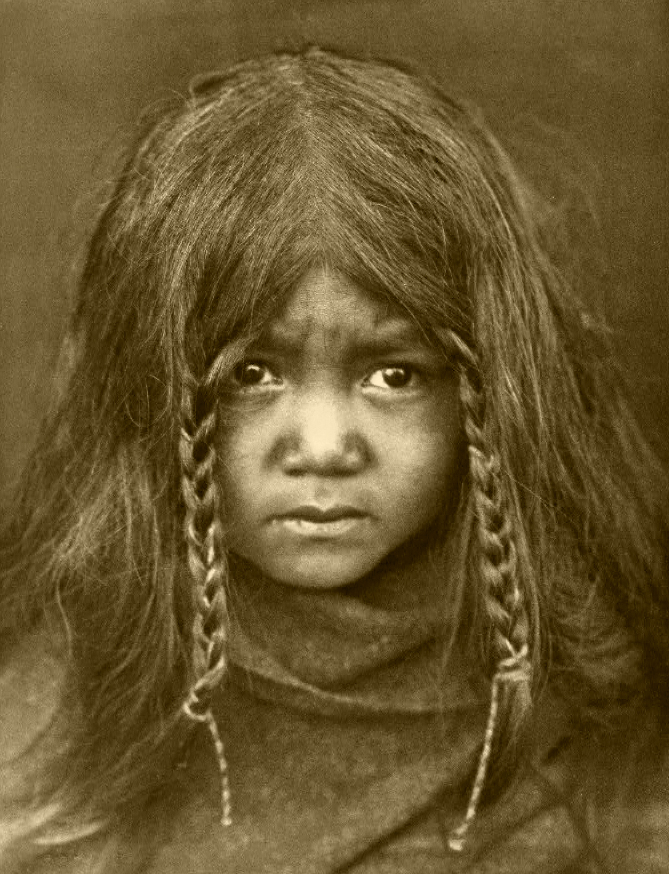
Edward S. Curtis, jeune Quilcene.

Les Amérindiens avaient été laminés par la conquête de l'Ouest. À la fin du siècle, il existait en gros deux groupes, les « cinq tribus civilisées », Cherokee, Chickasaw, Choctaw, Creek et Séminole, déportées et rassemblées dans le « Territoire indien », et les tribus réputées « sauvages » (wild Indians), qui vivotaient dans des réserves de plus en plus réduites (par exemple les Utes au Colorado et dans l'Utah) ou se cachaient comme les Yana de Californie. La loi Dawes de 1887 divisa les terres indiennes en parcelles qui furent allouées aux ayants droit ; le ministre de l’intérieur restait gardien de la concession pendant une période de 25 ans, à la fin de laquelle le détenteur de la parcelle ou ses héritiers devenaient propriétaires et citoyens américains de droit. Il était illusoire de croire (ou cynique de prétendre) que les Indiens, sédentarisés de force, allaient se transformer en fermiers. La loi Burke de 1906 introduisit une distinction entre les personnes « compétentes » et « non-compétentes » pour accéder à la citoyenneté, les premières pouvant généralement se prévaloir d’un ancêtre blanc censé leur conférer une supériorité sur les Amérindiens de souche. Ces personnes purent disposer de leur concession, moyennant un impôt, sans attendre les vingt-cinq ans. L’objectif de la mesure était d’inciter les bénéficiaires de ces concessions à les céder à des fermiers blancs ou à des entreprises minières. Dans certains cas, les personnes « compétentes », méconnaissant leur situation, ne s'acquittèrent pas du droit de concession et virent leur parcelle saisie par les autorités. Entre 1887 et 1920, la superficie du territoire appartenant aux Indiens passa de 155 millions à 50 millions d'arpents.
Le Territoire indien quant à lui s’était réduit à une région qui correspondait à l’Oklahoma actuel ; lorsque le territoire de l’Oklahoma fut créé en 1890, les Amérindiens furent relégués dans la moitié orientale du territoire. En 1905, les citoyens du Territoire Indien demandèrent à former l'État de Sequoyah et de rejoindre les États-Unis, mais cette demande fut refusée par le Congrès et le gouvernement qui redoutaient l’arrivée de deux nouveaux États de l’Ouest, Oklahoma et Sequoyah. Les deux régions firent alors une demande commune et le Territoire indien disparut, absorbé par le nouvel état d’Oklahoma. Méconnaissance des lieux ou indifférence de l’État fédéral, la création de réserves se fit souvent sur des terres appartenant aux Indiens (Apaches mescaleros), causant leur expulsion sans contrepartie.
Les efforts portèrent surtout sur l’assimilation des Indiens, qualifiée d’acculturation par les quelques défenseurs de la cause indienne comme John Collier, secrétaire général de l'Association pour la défense de l'Indien Américan. Leur état sanitaire se dégrada, les suicides se multiplièrent et les épidémies prélevèrent un lourd tribut sur les populations indiennes. C’est l'époque du vanishing Indian (l’Indien en voie de disparition). Lorsque Edward S. Curtis publia en 1906 un reportage photographique sur la culture et les traditions des populations indiennes d'Amérique du Nord entrepris en 1898, il nota l’urgence de ce travail face à la disparition rapide d’un mode de vie ancestral. Poussés par la nécessité, les Indiens cherchèrent des emplois dans l'industrie, les mariages mixtes se multiplièrent et les liens tribaux se distendirent. En 1920, l’historien Walter M. Camp rédigea un rapport qui constatait l'échec des politiques indiennes menées avec le très controversé Bureau des affaires indiennes. En 1928, le Meriam Report (Rapport Meriam) fit un constat très dur de la politique des gouvernements successifs, dénonçant la situation déplorable des Amérindiens. 
Cet état de fait ne doit pas occulter la mobilisation et les combats menés par les populations amérindiennes au cours de l'ère progressiste. En 1911 se crée la Society for American Indians qui prône l'union des tribus ou le National Council of American Indians qui aide les Amérindiens à intervenir auprès des autorités politiques. Cette mobilisation se poursuit après 1920, notamment au sein des communautés indiennes installées dans les grandes villes comme Chicago ou parmi les femmes amérindiennes.

## L’Ère progressiste dans la littérature et le cinéma

### Littérature

#### Les auteurs contemporains
La littérature américaine de la fin du XIXe siècle est dominée par le courant réaliste, avec des auteurs tels que William Dean Howells et Henry James qui décrivent des personnages appartenant à la bourgeoisie aisée. Stephen Crane, en revanche, offre une étude des problèmes sociaux dans les quartiers pauvres des grandes villes avec Maggie, une fille des rues (Maggie, A Girl of the Streets), publié en 1893, qui montre la dégradation de son héroïne dans un milieu ravagé par l’alcool, la violence, la prostitution et la criminalité. 
Témoins directs de leur époque et enquêtant à la façon des journalistes d’enquête, Frank Norris The Octopus: A California Story (1901), The Pit (1903) et Upton Sinclair, The Jungle (1906) ont brossé un tableau très vivant des abus combattus par les progressistes et les socialistes. Theodore Dreiser (Carrie 1900) met en scène des personnages qui ont perdu leurs repères moraux dans un décor de grande ville américaine avec ses multiples tentations. Le Magicien d’Oz de L. Frank Baum (1900) est souvent considéré comme une allégorie de la Grande Dépression (le cyclone) et des tensions entre l’Amérique industrielle et l’Amérique agraire. 
Jules Verne, qui en 1865 avait idéalisé dans De la Terre à la Lune un peuple tout entier mobilisé derrière ses scientifiques et une Amérique dont l’audace technologique faisait l’admiration de la planète, reprend les mêmes personnages dans Sans dessus dessous en 1889 (donc à la fin de « âge d’or ») et fait, mutatis mutandis,  le même constat que les progressistes américains à l’aube de l’ère progressiste avec le portrait sombre d’une Amérique animée par l’esprit de lucre et méconnaissant les dangers écologiques qu’elle fait courir à l’ensemble de la planète. Un passage note le peu de cas fait des autochtones qui n’ont pas voix au chapitre lorsque les compagnies minières s’en mêlent. Le Testament d'un excentrique (1899-1900), en revanche, écrit à l’heure des réformes, est un prétexte à faire un portrait de l’Amérique dans lequel il note au passage que des villes comme Chicago jouissent « d'une liberté aussi absolue que démocratique » ou que les femmes ont obtenu le droit de vote dans le Wyoming.

#### La postérité
- E. L. Doctorow Ragtime 1975 ;

### Bande dessinée
Créé en 1896, le Yellow Kid est le personnage principal d’une série intitulée Hogan's Alley (Le passage Hogan) dessinée par  Richard F. Outcault, qui fut l’une des premières bandes dessinées à paraître dans le supplément dominical d’un journal américain. L’univers du Yellow Kid, avec sa tête rasée connotant la vermine qui infestait alors les ghettos urbains et le groupe des enfants dépenaillés qu'il côtoie, met en scène la grande ville américaine du début du XXe siècle, avec ses tensions sociales et raciales et son consumérisme naissant.
Dans Tintin en Amérique, dont l'action concerne la période de la prohibition, Hergé montre une tribu indienne obligée de déménager à la pointe des baïonnettes lorsqu’un gisement de pétrole est découvert sur ses terres.

### Cinéma
- La misère urbaine, notamment celle des enfants, et la mendicité sont évoquées de façon burlesque dès les années 1910 dans les films de Charlie Chaplin, dont le personnage de « vagabond » (The Tramp) devient une véritable icône à l'époque où le chemin de fer crée le « hobo ».
- La série télévisée américaine Deadwood met en scène les années charnières entre la fin de la Conquête de l’Ouest et le début de l'ère progressiste. Elle montre notamment comment la mainmise du grand capital monopolistique, symbolisé par la façon dont George Hearst fait main-basse sur l'industrie minière (saison 3), et la corruption des responsables politiques suscite les aspirations à la législation directe.

#### Histoire et politique
- Sherman Antitrust Act, 2 juillet 1890 ;
- Clayton Antitrust Act, 15 octobre 1914 ;
- Expansion outremer des États-Unis ;
- Parti progressiste (États-Unis, 1912).

#### Personnalités progressistes
- - Jane Addams (créatrice de l’Aide sociale publique) ;
  - Napoleon Bonaparte Broward (gouverneur) ;
  - William Jennings Bryan (homme politique) ;
  - Andrew Carnegie (industriel et philanthrope) ;
  - W.E.B. Du Bois (militant des droits civiques) ;
  - Irving Fisher (économiste et eugéniste) ;
  - Henry Ford (industriel) ;
  - Charlotte Perkins Gilman (romancière, sociologue et militante féministe)
  - Henry George (économiste, ennemi des monopoles) ;
  - Lewis Wickes Hine (photographe) ;
  - Hiram Johnson (gouverneur) ;
  - Robert M. La Follette (gouverneur) ;
  - Walter Lippmann (journaliste d’investigation) ;
  - Jack London (homme de lettres) ;
  - J.P. Morgan (banquier) ;
  - John R. Mott (dirigeant du YMCA, Prix Nobel de la paix) ;
  - Jacob Riis (photographe) ;
  - Theodore Roosevelt (homme d'État) ;
  - Margaret Sanger (militante de la contraception, eugéniste) ;
  - Upton Sinclair (homme de lettres) ;
  - Albion Small (sociologue) ;
  - William Howard Taft (homme d'État) ;
  - Ida Tarbell (femme de lettres et journaliste d'investigation) ;
  - William Simon U'Ren (en) (gouverneur) ;
  - Frederick Winslow Taylor (ingénieur, inventeur du taylorisme) ;
  - Frederick Jackson Turner (historien) ;
  - Thorstein Veblen (économiste et sociologue) ;
  - Booker T. Washington (homme politique afro-américain) ;
  - Woodrow Wilson (homme d'État) ;

### Ouvrages en français
- Friedrich Jaeger, Jean-Marc Tétaz et Christian Indermuhle (trad. de l'allemand par Jean-Marc Tétaz, Christian Indermuhle), Réinterprétations de la religion et théories de la société moderne : Religion et libéralisme en Europe et aux États-Unis : étude comparée, Genève/Paris, Labor et Fides, 2006, 202 p. (ISBN 2-8309-1197-0, lire en ligne)
- Daniel Royot, Les États-Unis à l'épreuve de la modernité : mirages, crises et mutations de 1918 à 1928, Paris, Presses Sorbonne Nouvelle, 1993, 248 p. (ISBN 2-87854-069-7, lire en ligne)

### Ouvrages généraux
- (en) Thomas A. Baile, David M. Kennedy et Lizabeth Cohen, The American Pageant, Boston, Massachusetts, Houghton Mifflin, 1998 (ISBN 0-669-39728-8)
- Buenker, John D., John C. Burnham et Robert M. Crunden. Progressivism (1986) ;
- Buenker, John D. et Joseph Buenker, Eds. Encyclopedia of the Gilded Age and Progressive Era. Sharpe Reference, 2005. xxxii + 1256 pp. in three volumes.  (ISBN 0-7656-8051-3). 900 articles par 200 chercheurs ;
- Buenker, John D. Dictionary of the Progressive Era (1980) ;
- Crunden, Robert M. Ministers of Reform: The Progressives' Achievement in American Civilization, 1889-1920 (1982) ;
- Diner, Steven J. A Very Different Age: Americans of the Progressive Era (1998) ;
- Glad, Paul W. "Progressives and the Business Culture of the 1920s," The Journal of American History, Vol. 53, No. 1. (Jun., 1966), p. 75-89. abonnés seulement JSTOR ;
- Gould Lewis L. America in the Progressive Era, 1890-1914 (2000) ;
- Gould Lewis L. ed., The Progressive Era (1974) ;
- Hays, Samuel D. The Response to Help Me, 1885-1914 (1957) ;
- Hofstadter, Richard, The Age of Reform (1954), Prix Pulitzer ;
- Jensen, Richard. "Democracy, Republicanism and Efficiency:  The Values of American Politics, 1885-1930," dans  Contesting Democracy: Substance and Structure in American Political History, 1775-2000,  Byron Shafer et Anthony Badger, eds, (University of Kansas Press, 2001) pp 149-180; version en ligne ;
- Kennedy, David M. ed., Progressivism: The Critical Issues (1971), textes de conférences ;
- Lasch, Christopher. The True and Only Heaven: Progress and its Critics (1991) ;
- Leuchtenburg, William E. "Progressivism and Imperialism: The Progressive Movement and American Foreign Policy, 1898-1916," The Mississippi Valley Historical Review, Vol. 39, No. 3. (décembre, 1952), pp. 483-504. JSTOR ;
- Mann, Arthur. ed., The Progressive Era (1975), sur le droit de vote des femmes (1999) ;
- McGerr, Michael. A Fierce Discontent: The Rise and Fall of the Progressive Movement in America, 1870-1920 (2003)
- Mowry, George. The Era of Theodore Roosevelt and the Birth of Modern America, 1900-1912. (1954) étude générale de cette époque; lire en ligne ;
- Noggle, Burl "The Twenties: A New Historiographical Frontier," The Journal of American History, Vol. 53, No. 2. (Sep., 1966), pp. 299-314. in JSTOR ;
- Pease, Otis, ed. The Progressive Years: The Spirit and Achievement of American Reform (1962), documents primaires ;
- Thelen, David P. "Social Tensions and the Origins of Progressivism," Journal of American History 56 (1969), 323-341 abonnés seulement sur JSTOR ;
- Wiebe, Robert The Search For Order, 1877-1920 (1967) ;
- Howard K. Beale. Theodore Roosevelt and the Rise of America to World Power. (1956) ;
- Blum, John Morton.The Republican Roosevelt. (1954). Série d’essais analysant la façon dont T. Roosevelt agit en tant que politique ;
- Brands, H.W. Theodore Roosevelt (2001) ;
- Clements, Kendrick A. The Presidency of Woodrow Wilson (1992) ;
- Coletta, Paolo. The Presidency of William Howard Taft (1990) ;
- Cooper, John Milton The Warrior and the Priest: Woodrow Wilson and Theodore Roosevelt. (1983) ;
- Gould, Lewis L. The Presidency of Theodore Roosevelt (1991) ;
- Harbaugh, William Henry. The Life and Times of Theodore Roosevelt. (1963) ;
- Harrison, Robert. Congress, Progressive Reform, and the New American State (2004) ;
- Hofstadter, Richard The American Political Tradition (1948), ch. 8-9-10.
- Kolko, Gabriel "The Triumph of Conservatism" (1963) ;
- Link, Arthur Stanley Woodrow Wilson and the Progressive Era, 1910-1917 (1972) ;
- Morris, Edmund Theodore Rex. (2001), biographie des années de présidence 1901-1909 ;
- Mowry, George E. Theodore Roosevelt and the Progressive Movement. (2001) ;
- Pestritto, R.J. "Woodrow Wilson and the Roots of Modern Liberalism." (Rowman and Littlefield, 2005) ;
- Sanders, Elizabeth. Roots of Reform: Farmers, Workers and the American State, 1877-1917  (1999) ;
- Wilson, Joan Hoff. Herbert Hoover, Forgotten Progressive (1965) ;
- Bert, Antwon. "Progressive action" (1998) ;

### Études spécialisées
- (en) Steven L. Piott, Giving voters a voice : the origins of the initiative and referendum in America, Columbia (Mo.), University of Missouri Press, 2003, 330 p. (ISBN 0-8262-1457-6)
- Abell, Aaron I. American Catholicism and Social Action: A Search for Social Justice, 1865-1950 (1960),
- Bruce, Kyle and Chris Nyland. "Scientific Management, Institutionalism, and Business Stabilization: 1903-1923" Journal of Economic Issues, Vol. 35, 2001
- Buenker,  John D. Urban Liberalism and Progressive Reform (1973).
- Buenker,  John D. The Progressive Era, 1893-1914 (1998), in Wisconsin
- Feffer, Andrew. The Chicago Pragmatists and American Progressivism (1993).
- Frankel, Noralee  and Nancy S. Dye, eds. Gender, Class, Race, and Reform in the Progressive Era (1991).
- Hahn, Steven. A Nation under Our Feet: Black Political Struggles in the Rural South from Slavery to the Great Migration  (2003).
- Huthmacher, J. Joseph. "Urban Liberalism and the Age of Reform" Mississippi Valley Historical Review 49 (1962): 231-241, in JSTOR; emphasized urban, ethnic, working class support for reform
- Link, William A. The Paradox of Southern Progressivism, 1880-1930 (1997).
- Montgomery, David. The Fall of the House of Labor: The workplace, the state, and American labor activism, 1865-1925 (1987).
- Robyn Muncy, « Women in the Progressive Era », National Park Service (consulté le 6 février 2008)
- Muncy, Robyn. Creating A Feminine Dominion in American Reform, 1890-1935 (1991).
- Lubove, Roy. The Progressives and the Slums: Tenement House Reform in New York City, 1890-1917 Greenwood Press: 1974.
- Recchiuti, John Louis.  Civic Engagement: Social Science and Progressive-Era Reform in New York City (2007).
- Rodgers, Daniel T.  Atlantic Crossings: Social Politics in a Progressive Age (Harvard University Press;  New Ed. 2000). Souligne les liens avec l’Europe
- Rosenzweig, Roy. Eight Hours For What We Will: Workers & Leisure in an Industrial City, 1870-1920 (1983).
- Stromquist, Shelton. Reinventing 'The People': The Progressive Movement, the Class Problem, and the Origins of Modern Liberalism, University of Illinois Press, 2006.  (ISBN 0-252-07269-3).
- Thelen, David. The New Citizenship, Origins of Progressivism in Wisconsin, 1885-1900 (1972).
- Wesser, Robert F. Charles Evans Hughes: politics and reform in N.Y. 1905-1910 (1967).
- Wiebe, Robert. "Business Disunity and the Progressive Movement, 1901-1914," The Mississippi Valley Historical Review, Vol. 44, No. 4. (Mar., 1958), pp. 664-685. in JSTOR